# بليبو

بليبو هي مدينة تقع في مقاطعة ماريلاند، ليبيريا وهي أكبر مدينة بالمقاطعة بلغ عدد سكانها حوالي 22،693 وفقاً لإحصاء عام 2008.